# Кондрат, Иван Николаевич
Иван Николаевич Кондрат (род. 1961, село Симонтовка, Брянская область) — российский юрист, заместитель генерального прокурора России (2004—2007). Государственный советник юстиции 1 класса. Заслуженный юрист Российской Федерации. Почётный работник прокуратуры Российской Федерации.
Автор более 40 научных трудов.
Академик Академии безопасности, обороны и правопорядка . Доктор юридических наук, кандидат экономических наук.

## Образование
Окончил Харьковский юридический институт (1985) с отличием, Всероссийский заочный финансово-экономический институт (1997).
В период с 2013 г. по 2015 г. обучался на Факультете международных отношений МГИМО 

## Биография
- В 1976—1979 — помощник комбайнёра, слесарь колхоза «Путь к коммунизму» в селе Симонтовка.
- В 1979—1981 служил в Вооружённых силах.
- В 1985—1988 — стажёр, следователь прокуратуры Брянского района Брянской области.
- В 1988—1992 — старший следователь, прокурор отдела по надзору за следствием, дознанием и оперативно-розыскной деятельностью в органах внутренних дел прокуратуры Брянской области.
- В 1992—1994 — заместитель прокурора Фокинского района города Брянска.
- В 1994—1996 — начальник отдела по надзору за следствием, дознанием и оперативно-розыскной деятельностью прокуратуры Брянской области.
- В 1996—2001 — заместитель прокурора Брянской области — начальник следственного управления.
- В 2001—2004 — прокурор Костромской области.

### Заместитель Генерального прокурора
- В 2004—2007 — заместитель генерального прокурора России по Северо-Западному федеральному округу (СЗФО).
- В 2007 — заместитель генерального прокурора России по особым поручениям.

Весной 2005 года Кондрат лично вылетел в Ненецкий автономный округ, где инициировал возобновление прекращённых ранее уголовных дел в отношении губернатора округа Алексея Баринова, обвинявшегося в злоупотреблении положением и присвоении вверенного имущества. Вскоре после этого Баринов был арестован, освобождён от занимаемой должности, а в 2007 году приговорён к трём годам лишения свободы условно. Сам Баринов и его сторонники считали, что дело носило «заказной» характер.
По данным «Коммерсанта», Кондрат являлся протеже генерального прокурора Владимира Устинова, но не вписался в команду его преемника Юрия Чайки. В сентябре 2006 года Чайка посетил Петербург, при этом демонстративно отказавшись встретиться с Кондратом. Вскоре после этого Кондрат ушёл на больничный, отказываясь уходить в отставку («Коммерсант» утверждает, что «по неофициальной информации из Генпрокуратуры, тогда ему в категоричной форме предложили написать заявление об уходе по собственному желанию, но он этого делать не хотел»). Затем была инициирована проверка информации о деятельности Кондрата, а сам он был переведён в Москву на номинальную должность заместителя генпрокурора по особым поручениям. После этого Кондрат подал заявление об отставке. Впрочем, по данным пресс-службы Генпрокуратуры, «Иван Николаевич сам написал рапорт с просьбой уволить его на пенсию, так что не надо искать тут какие-то подводные камни».

### Переход в министерство юстиции
В 2007 году Кондрат был назначен руководителем управления Федеральной регистрационной службы (ФРС) по Москве — главным государственным регистратором Москвы (ФРС находится в ведении Министерства юстиции России, которое в 2006 году возглавил Владимир Устинов).

## Награды
- ордена Святых благоверных князей Даниила Московского и Дмитрия Донского,
- орден Петра Великого,
- именное оружие.

## Семья
Женат на Елене Кондрат, бывшей судье Московского арбитражного суда. У него есть сын Николай. В 2023 году жена была осуждена за дачу взятки 50 тыс.долларов США, а сын судим за убийство.